# Стентон (Небраска)
Стентон (англ. Stanton) — місто (англ. city) в США, в окрузі Стентон штату Небраска. Населення — 1520 осіб (2020).

## Географія
Стентон розташований за координатами 41°56′53″ пн. ш. 97°12′46″ зх. д. / 41.94806° пн. ш. 97.21278° зх. д. (41.948007, -97.212686).  За даними Бюро перепису населення США в 2010 році місто мало площу 4,50 км², з яких 4,50 км² — суходіл та 0,00 км² — водойми.

## Демографія
Згідно з переписом 2010 року, у місті мешкало 1577 осіб у 668 домогосподарствах у складі 424 родин. Густота населення становила 350 осіб/км².  Було 730 помешкань (162/км²).
Расовий склад населення:
| - 95,6 % — білих - 0,7 % — чорних або афроамериканців - 0,3 % — корінних американців - 0,3 % — азіатів - 1,6 % — осіб інших рас |

До двох чи більше рас належало 1,5 %. Частка іспаномовних становила 3,4 % від усіх жителів.
За віковим діапазоном населення розподілялося таким чином: 27,7 % — особи молодші 18 років, 51,6 % — особи у віці 18—64 років, 20,7 % — особи у віці 65 років та старші. Медіана віку мешканця становила 42,0 року. На 100 осіб жіночої статі у місті припадало 86,6 чоловіків;  на 100 жінок у віці від 18 років та старших — 84,8 чоловіків також старших 18 років.
Середній дохід на одне домашнє господарство  становив 50 278 доларів США (медіана — 42 188), а середній дохід на одну сім'ю — 63 146 доларів (медіана — 57 159). Медіана доходів становила 40 069 доларів для чоловіків та 26 311 долар для жінок. За межею бідності перебувало 15,2 % осіб, у тому числі 22,6 % дітей у віці до 18 років та 9,5 % осіб у віці 65 років та старших.
Цивільне працевлаштоване населення становило 808 осіб. Основні галузі зайнятості: освіта, охорона здоров'я та соціальна допомога — 27,2 %, мистецтво, розваги та відпочинок — 12,6 %, транспорт — 8,8 %, роздрібна торгівля — 8,0 %.